# Касонес-де-Эррера (муниципалитет)
Касонес-де-Эррера (исп. Cazones de Herrera) — муниципалитет в Мексике, штат Веракрус, расположен в регионе Тотонака. Административный центр — город Касонес-де-Эррера.

## История
Муниципалитет основан в 1936 году.